# Soneja
Soneja (em castelhano e oficialmente) ou Soneixa (em valenciano) é um município da Espanha na província de Castelló, Comunidade Valenciana. Tem 29,1 km² de área e em 2021 tinha 1 479 habitantes (densidade: 50,8 hab./km²).

## Demografia
| Variação demográfica do município entre 1991 e 2004 | Variação demográfica do município entre 1991 e 2004 | Variação demográfica do município entre 1991 e 2004 | Variação demográfica do município entre 1991 e 2004 |
| --------------------------------------------------- | --------------------------------------------------- | --------------------------------------------------- | --------------------------------------------------- |
| 1991                                                | 1996                                                | 2001                                                | 2004                                                |
| 1435                                                | 1416                                                | 1383                                                | 1350                                                |